# Dorgival Dantas
Dorgival Dantas de Paiva (Olho-d'Água do Borges, 5 de janeiro de 1971) é um cantor, compositor, instrumentista e produtor musical brasileiro.

## Biografia
Conhecido como "O Poeta" por manter uma linha de composições majoritariamente falando de amor, ele aprendeu a tocar acordeão com seu pai, começando a fazer apresentações aos 14 anos. Juntou-se ao Grupo Show Terríveis de Natal como tecladista e oito anos depois, passou a integrar a banda da dupla Sirano & Sirino.
Nos anos 90, produziu álbuns de diversas bandas de forró. Em 1999, passou a fazer parte da Banda Pirata, grupo que no ano seguinte fez uma turnê em homenagem aos quinhentos anos do Brasil.
Em 2006, lança O Homem do Coração, com destaque para os sucessos “Eu não vou mais chorar” e “Por quê?”. Em 2007, veio “Primeiro Passo”, com direito a turnê por todo o país. Em 2011 o álbum duplo Quanto Custa, que traz os sucessos “Declaração” e “Coração Teimoso”. Em 2012, mais um álbum, Sanfona e Voz, emplacando as faixas “KKK” e “Acabou na Lama”.
Suas canções também estiveram em trilhas sonoras de telenovelas da Rede Globo, tais como  “Barriguinha” (em Malhação, cantada por Aviões do Forró), “Você Não Vale Nada" (em Caminho das Índias, cantada por Calcinha Preta), “Pode Chorar" (em Araguaia, cantada por Jorge e Mateus) e “Amor Covarde” (em Fina Estampa, cantada por Jorge e Mateus).
Já teve canções gravadas por artistas e bandas como Cristiano Araújo, Michel Teló, Calcinha Preta, Aviões do Forró, Alexandre Pires, César Menotti e Fabiano, Maria Cecília & Rodolfo, Jorge e Mateus, Gabriel Gava, Marcos & Belutti, Flávio José, Waldonys, Rastapé, Felipe Araújo, Frank Aguiar, além de diversas bandas de forró.
Em 24 de julho 2013, ele gravou seu primeiro DVD oficial em Fortaleza com seus maiores sucessos. Contou com a participação de outros artistas, tais como Chambinho do Acordeon, Solange Almeida, Xand Avião, seu filho Cícero Dantas, Bell Marques, Flávio José, Jorge e Mateus e a dupla César Menotti e Fabiano.
Dorgival Dantas gravou o longa-metragem chamado Shaolin do Sertão no estado do Ceará, com as filmagens iniciadas em novembro de 2015 e com término em fevereiro de 2016. O filme foi estreado no cinema em outubro de 2016.

## Discografia
- O Homem do Coração (Universal Music - 2006)
- Primeiro Passo (2007)
- Turnê 2008 (2008)
- Sanfona e Voz (2012)
- Simplesmente Dorgival - Ao Vivo - (2013)
- Minha Música Nossa HIstória - (2017)

## Cinema
- Shaolin do Sertão (2016)

## Reconhecimento
Em 25 de maio de 2024, foi nomeado embaixador do turismo do Rio Grande do Norte pela governadora Fátima Bezerra. A cerimônia ocorreu no gabinete da governadora, que reconheceu a contribuição de Dorgival na promoção das belezas naturais e da cultura do estado. Fátima Bezerra destacou a importância de unir turismo e cultura e elogiou Dorgival como a escolha ideal para representar o Rio Grande do Norte.